# Panoz

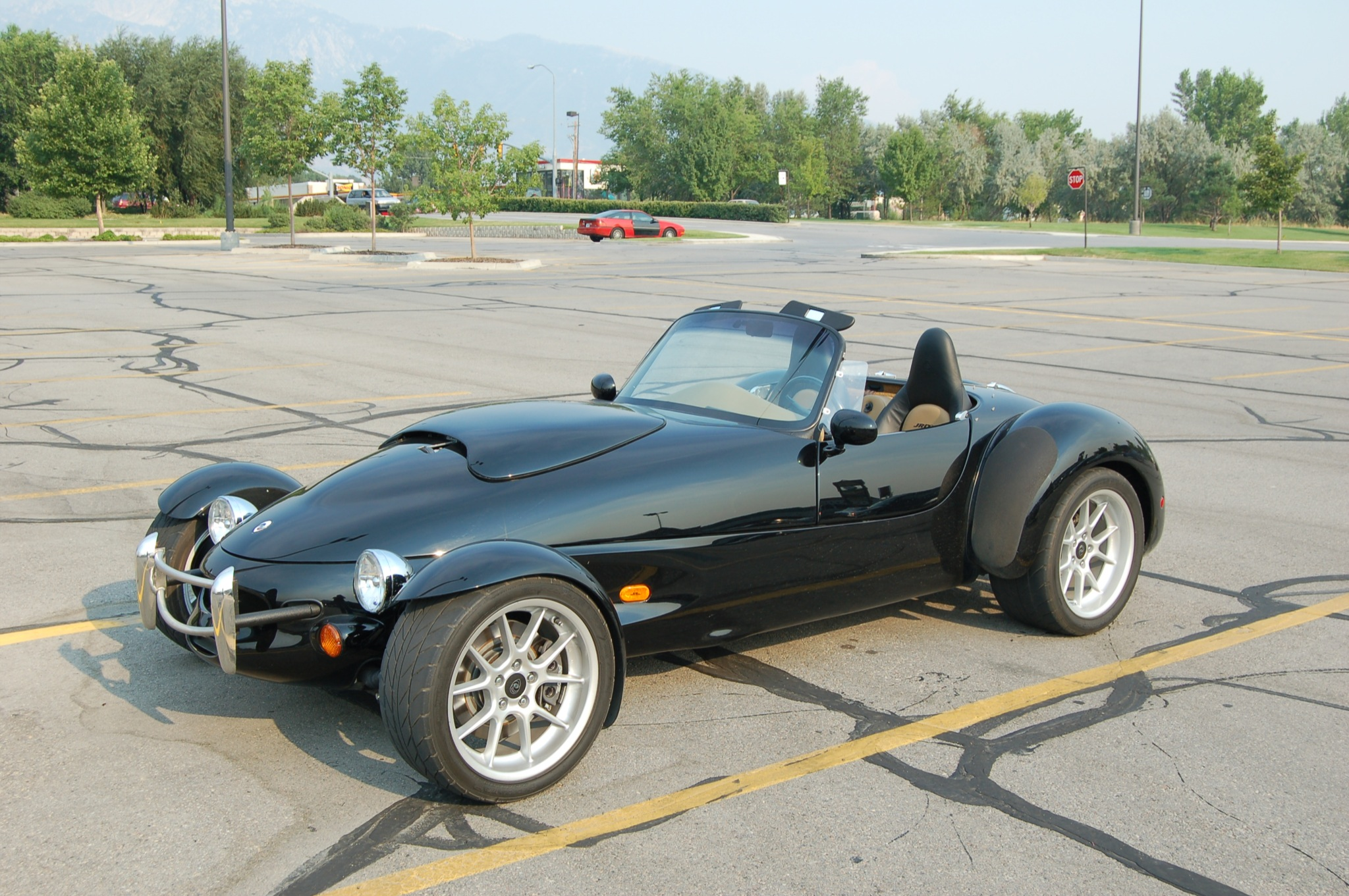
Panoz Roadster AIV

Panoz (Automotive Development Company) – firma Daniela Panoza, którą założył razem ze swoim ojcem Donem w 1989 roku po tym, jak kupili prawa do produkcji podwozia stworzonego przez Franka Costina od zlikwidowanej irlandzkiej firmy TMC (Thompson Motors Company). Od roku 1997 sportowe prototypy Panoz brały udział w wyścigach długodystansowych (np. 24h LeMans). Firma wyprodukowała m.in. model Esperante i pojazd koncepcyjny o nazwie Abruzzi.

## Modele Panoz
- Panoz Roadster AIV
- Panoz Esperante
- Panoz Esperante GTLM
- Panoz Esperante GT-LM
- Panoz Esperante GT
- Panoz Esperante GTS
- Panoz Esperante GTR-1
- Panoz LMP 07 Evo
- Panoz Esperante-JRD Tuning
- Panoz Le Mans Racer
- Panoz LMP 07
- Panoz Roadster
- Panoz Abruzzi
- Panoz DP01
- Panoz DP09
- Panoz LMP-1 Roadster-S